# تييري بون
تييري بون هو عالم مناعة بلجيكي، ولد في 3 ديسمبر 1944 في Kessel-Lo ‏ في بلجيكا.